# Left Field Productions
Pour les articles homonymes, voir LFP.
Left Field Productions est un studio de développement américain qui produit divers jeux comme Nitrobike, MTX Mototrax ou encore World Series of Poker.

## Liste de jeux
- Kobe Bryant in NBA Courtside (1998, Nintendo 64)
- NBA Courtside 2 (1999, Nintendo 64)
- Excitebike 64 (2000, Nintendo 64)
- Disney's The Little Mermaid 2: Pinball Frenzy (2000, Game Boy Color)
- 3-D Ultra Pinball : Le Grand Huit (2001, Game Boy Color)
- NBA Courtside 2002 (2002, Gamecube)
- Backyard Football (2002, Gamecube)
- MTX Mototrax (2004, Xbox PlayStation 2 PSP)
- World Series of Poker (2005, Xbox PlayStation 2 Gamecube PSP)
- World Series of Poker : Tournament of Champions (2006, Xbox 360 PlayStation 2 PC PSP)
- Dave Mirra's BMX Challenge (2007, Wii PSP)
- World Series of Poker : Battle for the Bracelets (2007, Xbox 360 PlayStation 3 PlayStation 2 PSP)
- Nitrobike (2008, Wii)